# Hu jak humor
Hu jak humor – Kabaretowe show z udziałem publiczności. Mieszanka skeczy, piosenki i improwizacji.
Polega na zapraszaniu innych formacji lub ich przedstawicieli przez polskich kabareciarzy.

## Spis odcinków

### Seria I
Odcinek I

Gospodarz programu: Kabaret Młodych Panów (skecz "Prezydent się zgubił")

Goście: 
- Ja mmm chyba ściebie (piosenka "Kiedy Hesus Śmingus Dyngus"),
- Łowcy.B ("The Klaszczers&The Tupczers" skecz "Mowa" oraz piosenka "Wino polali"),
- Noł Nejm (skecz: "Juwenalia").

Prowadzenie: Tomasz Marciniak i Kamil Piróg z Kabaretu Profil.

Odcinek II

Gospodarz programu: Kabaret Skeczów Męczących (skecz "Śruba", stand-up brat Śruby oraz piosenka improwizowana "Wiadro")

Goście:
- Kabaret Czesuaf (krótkie skecze w bibliotece)